# Kekuléstraße 4/6
Das Doppelhaus in der Kekuléstraße 4/6 ist ein Bauwerk in Darmstadt.

## Geschichte und Beschreibung
Das Doppelhaus wurde 1912–1913 nach Plänen des Architekten Carl Schembs erbaut. Stilistisch ähnelt das Doppelhaus einem Landhaus.
Elemente des Heimatstils und des Traditionalismus prägen die Architektur.
Typische Details sind das Walmdach mit Biberschwanz-Deckung und Fledermausgauben. Die Balkone und Loggien sind unterschiedlich gestaltet. Gut erhalten sind auch die Kamineinfassungen, Treppen und Bodenbeläge im Inneren.

## Denkmalschutz
Das Doppelhaus ist ein typisches Beispiel für den Landhausstil im frühen 20. Jahrhundert in Darmstadt.
Aus architektonischen und stadtgeschichtlichen Gründen ist das Doppelhaus ein Kulturdenkmal.